# 4168 Millan
4168 Millan eller 1979 EE är en asteroid i huvudbältet som upptäcktes den 6 mars 1979 av Félix Aguilar-observatoriet. Den är uppkallad efter Julio R. Millan.
Asteroiden har en diameter på ungefär 6 kilometer.